# Uña
Uña ist eine zentralspanische Gemeinde (municipio) mit 89 Einwohnern (Stand: 2024) im Nordosten der Provinz Cuenca in der Autonomen Region Kastilien-La Mancha. 

## Lage und Klima
Uña liegt auf der Westseite des Iberischen Gebirges in einer Höhe von ca. 1130 m. Die Provinzhauptstadt Cuenca befindet sich gut 19 Kilometer (Fahrtstrecke) südwestlich. Der Río Júcar begrenzt die Gemeinde im Osten und Nordosten. Das Klima im Winter ist gemäßigt, im Sommer dagegen warm bis heiß. Regen (698 mm/Jahr) fällt das ganze Jahr über.

## Bevölkerungsentwicklung
| Jahr      | 1970 | 1981 | 1991 | 2001 | 2011 | 2021 |
| Einwohner | 203  | 162  | 166  | 134  | 106  | 88   |

## Sehenswürdigkeiten

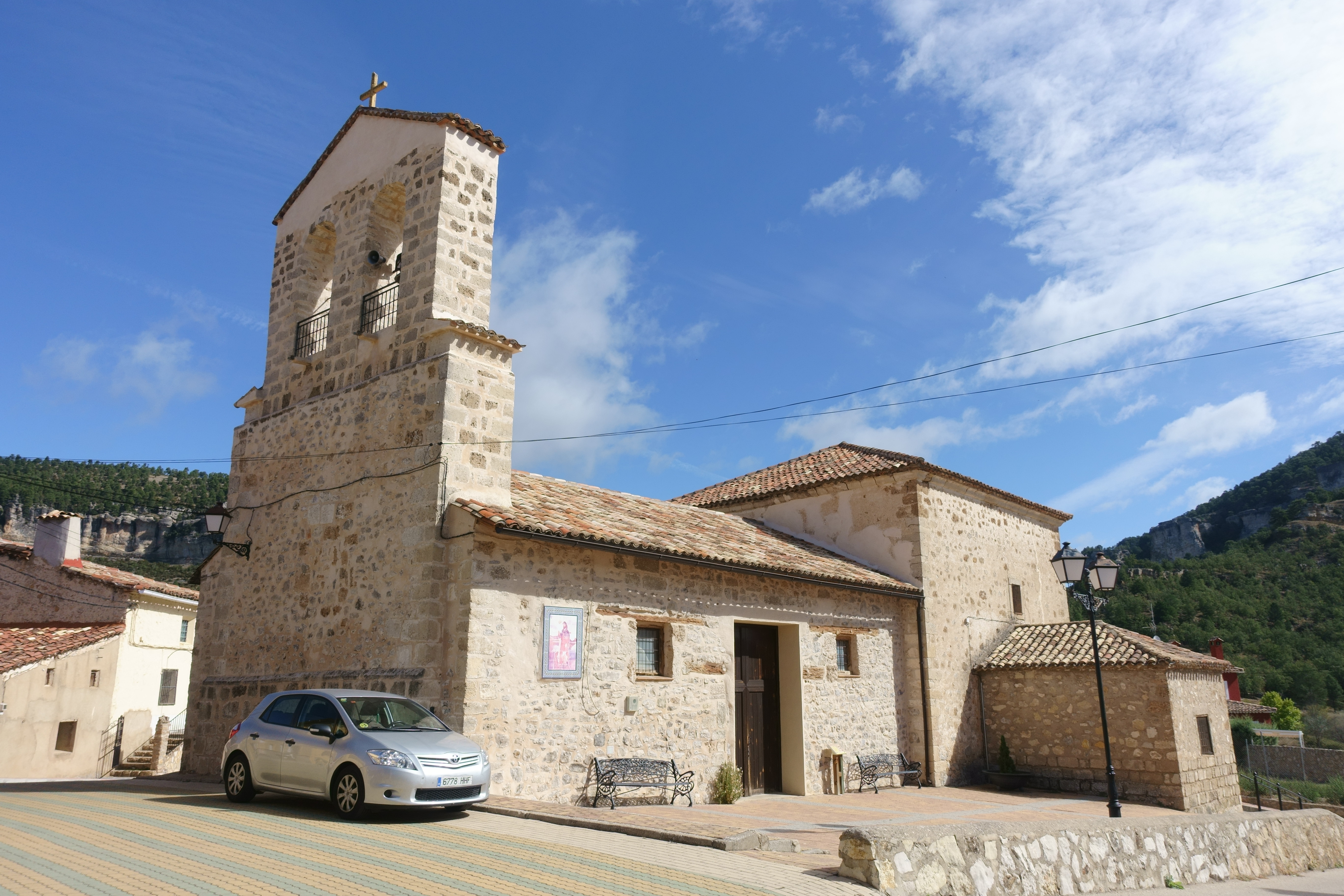
Michaeliskirche
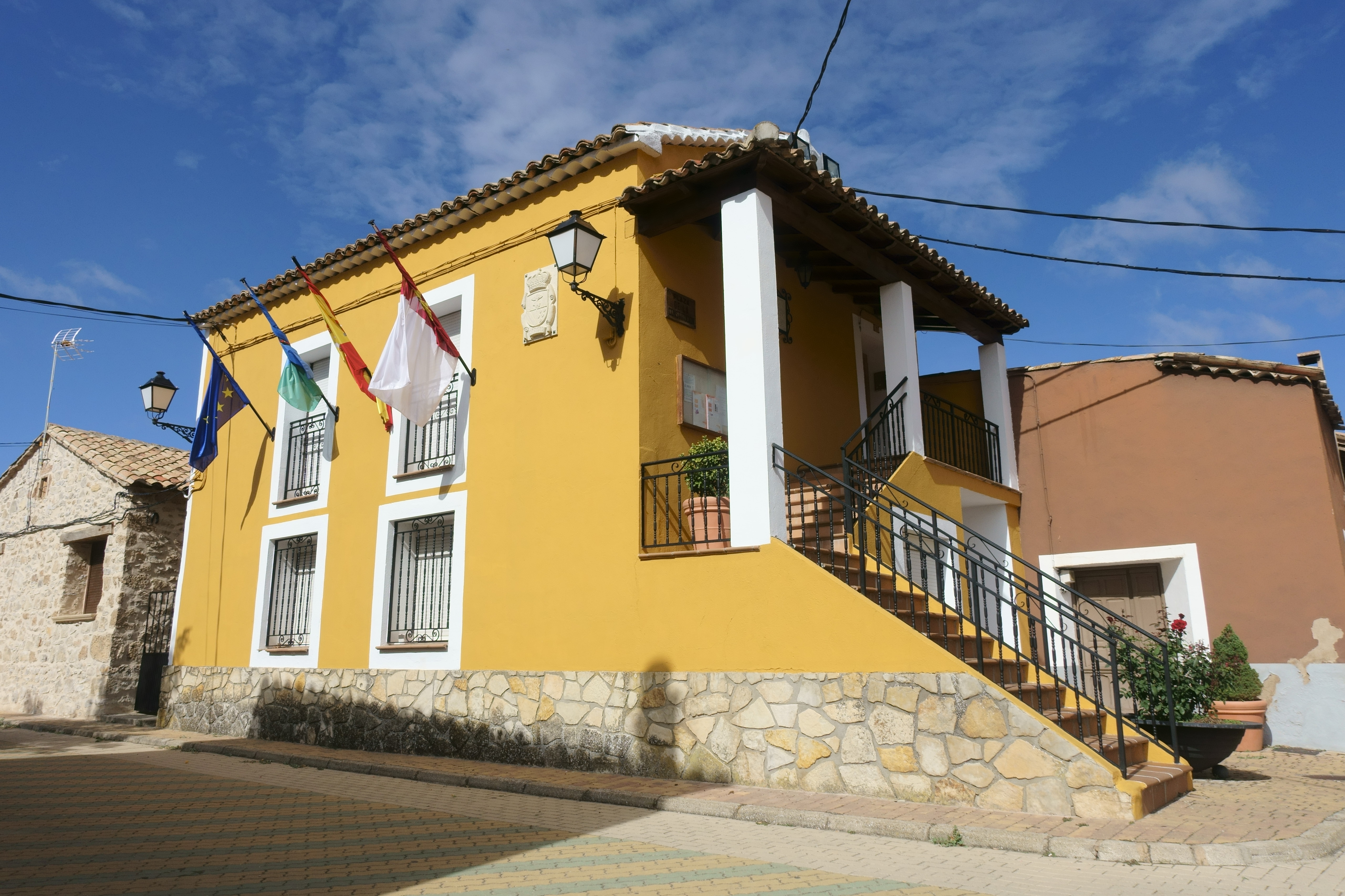
Rathaus

- Michaeliskirche
- Rathaus